# Louise Richardson
Louise Richardson, född 8 juni 1958 i Tramore i Waterfords grevskap, är en irländsk statsvetare och forskare specialiserad på terrorism. Sedan 1 januari 2016 är hon universitetsrektor (engelska: Vice-Chancellor) för Oxfords universitet i England.

## Biografi
Richardson växte upp i Tramore på Irland. Hon studerade vid Trinity College i Dublin och tog examen med en Master of Arts i historia 1982. Hon bedrev därefter högre akademiska studier inom statsvetenskap vid University of California, Los Angeles och doktorerade i statsförvaltning 1989 vid Harvard University i USA, där hon också länge verkade som forskare. Hon var från 2001 till 2009 dekan för Radcliffe Institute for Advanced Study vid Harvard och därefter från 2009 till 2015 vicekansler och rektor för St Andrews universitet i Skottland.
Richardson har publicerat många artiklar inom ämnet terrorism och är en flitigt intervjuad terrorismexpert i engelskspråkiga media.